# Parsons Marine Steam Turbine Company
La Parsons Marine Steam Turbine Company va ser una empresa d'enginyeria britànica amb seu al riu Tyne a Wallsend, al nord-est d'Anglaterra.

## Història
Charles Algernon Parsons va fundar l'empresa el 1897 amb un capital de 500.000 lliures. Es va especialitzar en la construcció dels motors de turbina de vapor que ell havia inventat per a ús marí. El primer vaixell propulsat per una turbina Parsons va ser el Turbinia, avarat el 1894. L'èxit de la demostració d'aquest vaixell va portar a la creació de l'empresa i la construcció de motors per als dos primers destructors propulsats per turbina per la Royal Navy, l'HMS Viper i l'HMS Cobra, avarats el 1899. Tot i que ambdós vaixells van patir pena, els nous motors no van tenir la culpa, i l'Almirallat estava convençut. El fill de Parsons es va convertir en director de l'empresa i va ser substituït durant la Primera Guerra Mundial per la seva filla Rachel Parsons.

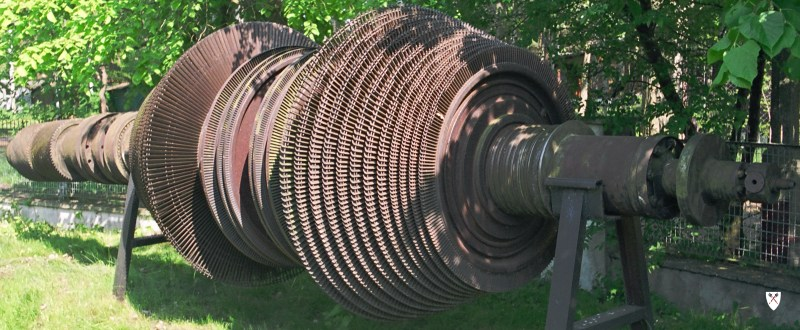
El conjunt de pales giratòries d'una turbina marina Parsons

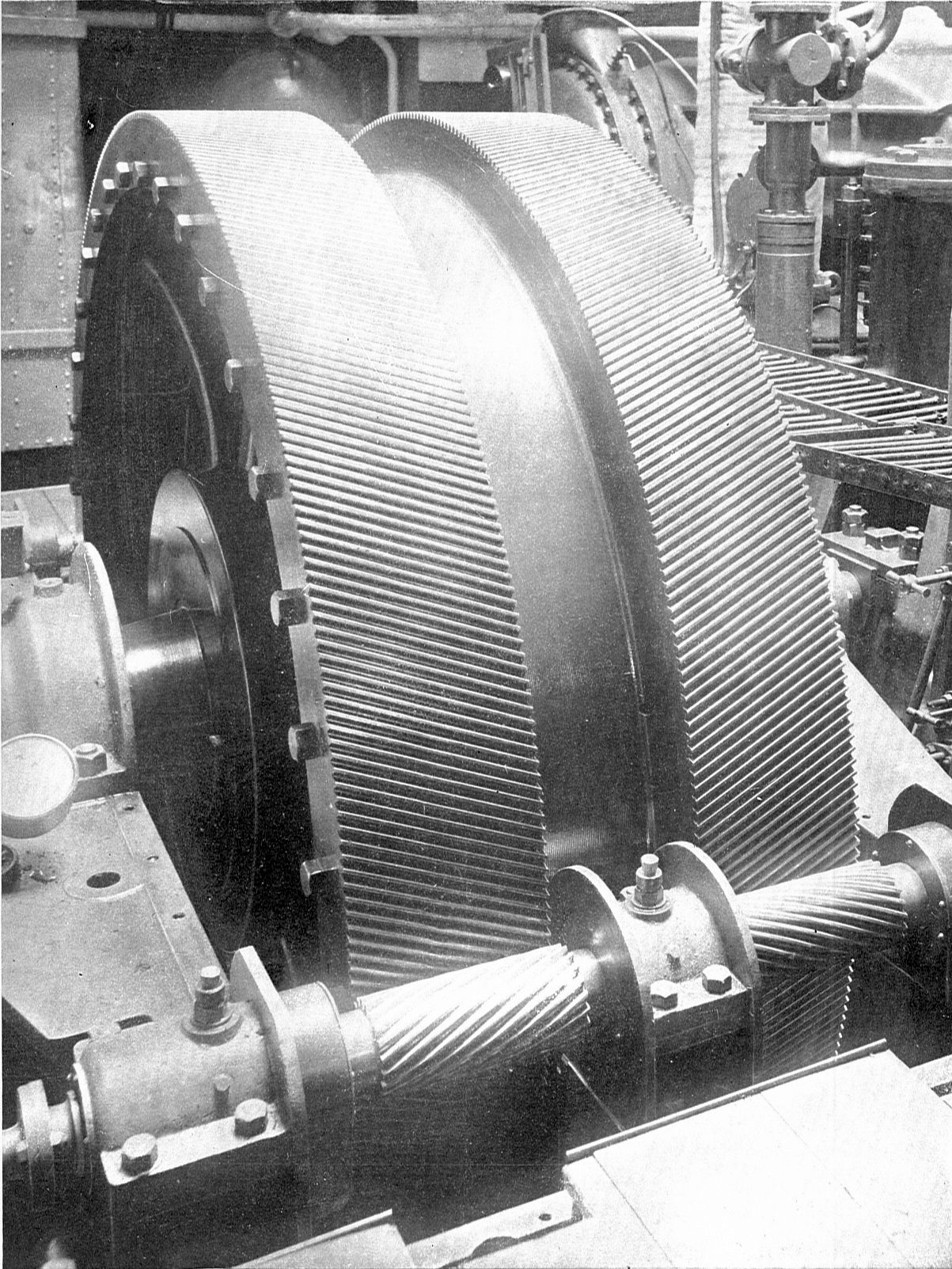
Reductor de turbina del, 1908

Les turbines Parsons van alimentar el primer cuirassat propulsat per turbina de la Royal Navy, l'HMS Dreadnought, així com els primers transatlàntics de turbina del món, el RMS Victorian i el Virginian. Les turbines Parsons de 73.000 cavalls de potència (54.000 kW) van impulsar els transatlàntics exprés Cunard de 31.000 GRT Mauretania i RMS Lusitania.
Totes les primeres turbines marines accionaven directament les seves hèlixs. Parsons va desenvolupar l'engranatge de reducció helicoïdal per a turbines marines, i el 1908 va convertir el vaixell de càrrega Vespasian a propulsió de turbina amb engranatge reductor.
Quatre turbines Parsons d'accionament directe van impulsar el cuirassat USS Arizona.. Van ser dissenyats per produir un total de 34.000 cavalls de potència (25.000 kW), però només van aconseguir 33.376 cavalls de força (24.888 kW) a les proves de mar de l'Arizona, quan va aconseguir la seva velocitat dissenyada de 21 nusos (39 km/h).
La Royal Navy, la Royal Canadian Navy i la Royal Australian Navy van utilitzar turbines Parsons als seus destructors de classe Tribal. Tots els creuers de batalla de la classe Invencible utilitzaven sistemes de propulsió Parsons.
El 1944, Parsons va ser una de les 19 empreses que van formar l'Associació de Recerca i Desenvolupament de Turbines Parsons i Enginyeria Marina, coneguda generalment com Pametrada.
El destructor HMS Glamorgan, avarat el 1964, tenia un sistema de propulsió Parsons.
El vaixell Cunard Queen Elizabeth 2, avarat el 1969, tenia turbines Pametrada.
L'empresa va ser absorbida per C. A. Parsons and Company i sobreviu a Heaton, Newcastle com a part de Siemens, un conglomerat industrial alemany .